# Палазов, Афанасий Кириллович
Афана́сий Кири́ллович Пала́зов (11 декабря 1926, Хаджи-Абдул, губернаторство Бессарабия — не ранее 1983) — молдавский советский хозяйственный, государственный и политический деятель, Герой Социалистического Труда.

## Биография
Родился в 1926 году в селе Хаджи-Абдул. Член КПСС с 1949 года.
С 1944 года — на хозяйственной, общественной и политической работе. В 1944—1985 гг. — учитель, на партийной работе в Вулканештском и Кагульском районах, председатель колхоза имени Кирова Тараклийского района, председатель колхоза «Россия» Комратского района Молдавской ССР, генеральный директор Каларашского райпромобъединения «Молдвинпром», председатель Каларашского райисполкома.
Указом Президиума Верховного Совета СССР от 8 апреля 1971 года присвоено звание Героя Социалистического Труда с вручением ордена Ленина и золотой медали «Серп и Молот».
Избирался депутатом Верховного Совета СССР 9-го созыва.
Делегат XXIII съезда КПСС.
Умер после 1982 года.

## Комментарии
1. ↑  В 1960—1990 годы — Суворово, ныне — село Александру Иоан Куза в Кагульском районе Молдавии.